# Namenalala
Namenalala is een eiland in Fiji. Het dichtstbijgelegen eiland is Vanua Levu op ongeveer 15km. Namenalala is 110 hectare groot, waarvan 10 are sinds 1983 gebruikt worden als luxepension, uitgebaat door een koppel dat de rechten op het eiland voor 99 jaar verworven heeft. Het hoogste punt ligt op 122 meter boven zeeniveau. Rond het eiland ligt een koraalrif met een lengte van 30 kilometer.
Omwille van zijn speciale vorm wordt het eiland ook wel Dragon's isle genoemd.
Er komt slechts één zoogdier voor, de Tongavleerhond (Pteropus tonganus). Wel is er een grote variëteit aan vogel- en vissoorten.